# Jean-Jacques d'Ortous de Mairan
Jean-Jacques d'Ortous de Mairan (Béziers, 26 de novembro de 1678 — Paris, 20 de fevereiro de 1771) foi um geofísico, astrónomo e, mais notavelmente, cronobiólogo francês, nasceu na cidade de Béziers em 26 de novembro de 1678. De Mairan perdeu seu pai, François d'Ortous, aos quatro anos e sua mãe doze anos depois aos dezesseis anos. Ao longo de sua vida, de Mairan foi eleito em várias sociedades científicas e fez descobertas importantes em vários campos, incluindo textos antigos e astronomia. Suas observações e experimentos também inspiraram o início do que hoje é conhecido como estudo dos ritmos biológicos circadianos. Aos 92 anos, de Mairan morreu de pneumonia em Paris em 20 de fevereiro de 1771.

## Publicações selecionadas

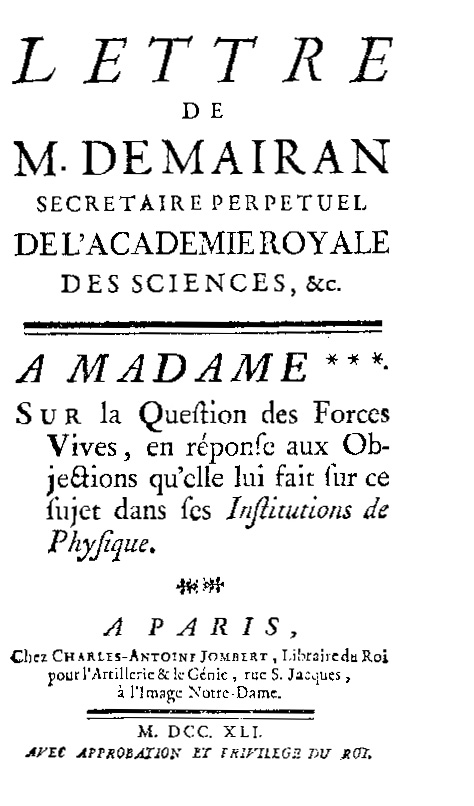
Sur la question des forces vives, 1741

Além das observações astronômicas e circadianas, de Mairan trabalhou ativamente em vários outros campos da física, incluindo "calor, luz, som, movimento, a forma da Terra e a aurora".
A seguir está uma lista abreviada de publicações (com suas traduções para o português):
- Dissertation sur les variations du barometre (Bordeaux, 1715) (Ensaios sobre variações barométricas)
- Dissertation sur la glace (Bordeaux, 1716) (Ensaio sobre o gelo)
- Dissertation sur la cause de la lumiere des phosphores et des noctiluques (Bordeaux, 1717) (Dissertação sobre a causa de fosfatos leves e noctilucência ou luz noturna)
- Dissertation sur l'estimation et la mesure des forces motrices des corps (1728) (Ensaio sobre a estimativa das medidas de forças no corpo)
- Lettre de m. de Mairan a Madame. Sur la question des forces vives (1741) (Carta a Mme Chatelet sobre a questão das forças vivas), um lado de um debate público com Émilie du Châtelet sobre as forças vivas.

Ele também publicou trabalhos matemáticos.
- Traité physique et historique de l'aurore boréale, (1733) (Tratado físico e histórico da aurora boreal)